# Solar and Heliospheric Observatory
Il Solar and Heliospheric Observatory (spesso abbreviato in SOHO) è un telescopio spaziale lanciato il 2 dicembre 1995 per studiare il Sole. È una missione congiunta dell'Agenzia spaziale europea (ESA) e della NASA: la durata della missione che originariamente era programmata per durare due anni è poi stata progressivamente estesa fino a fine 2020, per poi, nel 2020, essere ulteriormente prorogata fino alla fine del 2025.

## Orbita
I 610 kg della sonda SOHO orbitano a 1,5 milioni di km dalla Terra, intorno al punto lagrangiano L1, mantenendo così una posizione costante relativamente a Terra e Sole.

Posizione dei cinque punti lagrangiani. Il satellite orbita nel punto L_{1}

Normalmente un oggetto che orbita più vicino al Sole rispetto alla Terra, subirebbe una maggiore attrazione gravitazionale da parte della nostra stella e avrebbe così, secondo la terza legge di Keplero, un periodo orbitale più corto (infatti i pianeti più vicini al Sole hanno un "anno" più breve e quelli più distanti, più lungo).
In effetti la forza gravitazionale del Sole alla distanza di L1 è il 2% maggiore (118 µm/s² in più) rispetto a quella alla distanza della Terra (pari a 5,9 mm/s²) e a questo si aggiunge una differenza nella forza centripeta pari a 59 µm/s²; tuttavia nel punto L1, a 1,5 milioni di km dalla Terra e quasi 150 dal Sole, la forza gravitazionale del nostro pianeta (molto inferiore rispetto a quella del Sole) le controbilancia, esercitando un'accelerazione in direzione opposta pari a 177 µm/s². In questo modo l'effetto dell'attrazione del Sole viene indebolito e diventa uguale a quello alla distanza della Terra, per cui SOHO avrà lo stesso periodo orbitale della Terra e si muoverà parallelamente a lei, restando perciò costantemente fra lei e il Sole.
Sebbene si dica talvolta che SOHO sia posizionato nel punto L1, non si trova esattamente in L1, perché lì non potrebbe avere un'orbita stabile, inoltre questo renderebbe difficili le comunicazioni per via dell'interferenza radio generata dal Sole. In realtà il satellite percorre ogni sei mesi un'orbita ellittica intorno a L1, . Questa orbita giace sul piano (in costante movimento) passante attraverso L1 e perpendicolare alla linea che collega il Sole e la Terra. Nel frattempo L1,  orbita attorno al Sole parallelamente alla Terra e alla stessa velocità, quindi in dodici mesi. Questo consente a SOHO di mantenersi sempre in una buona posizione per comunicare con la Terra.
In questo modo, anche se la traiettoria compiuta da SOHO è molto complicata, a causa della instabilità del punto L1, la sonda si trova sempre fra noi e il Sole, del quale gode una vista senza interruzioni.

## Obiettivi della missione
SOHO studia contemporaneamente molti aspetti del Sole, dalla struttura e dalla dinamica del suo interno fino al vento solare. Una grande attenzione è stata poi riservata al tentativo di risolvere il più grande problema della fisica solare, che riguarda la temperatura della corona, lo strato più esterno dell'atmosfera. Questa ha infatti una temperatura di oltre 1 milione di kelvin, contro i meno di 6000 della superficie sottostante. Per ora, una soluzione convincente non è stata ancora trovata, ma SOHO ha identificato alcuni canali magnetici di trasmissione dell'energia da zone appena al di sotto della superficie fino appunto alla corona.

## Strumentazione
Proprio per il suo eclettismo, e per l'ambizione di studiare molti aspetti del Sole, la sonda trasporta ben 12 strumenti scientifici diversi, ognuno di questi in grado di osservare indipendentemente il Sole o parti di esso. Gli strumenti sono:
- Global Oscillations at Low Frequencies (GOLF) misura la velocità e la variazione del disco solare per analizzare il nucleo solare.
- Variability of Solar Irradiance (VIRGO) misura le oscillazioni del disco solare e a bassa risoluzione analizza il nucleo.
- Michelson Doppler Imager (MDI) misura la velocità del campo magnetico della fotosfera per meglio comprendere le zone convettive che formano gli strati interni del Sole e controllano la struttura della corona.
- Solar UV Measurement of Emitted radiation (SUMER) misura temperatura e densità dei flussi di plasma della corona.
- Coronial Diagnostic Spectrometer (CDS) misura temperatura e densità dei flussi di plasma della corona.
- Extreme UV Imaging Telescope (EIT) studia la bassa corona, la sua struttura e la sua attività.
- UV Coronagraph and Spectrometer (UVCS) misura densità e temperatura della corona.
- Large Angle Spectrometer Coronagraph (LASCO) studia le strutture e l'evoluzione della corona. Si compone di tre coronografi: C1, C2 e C3.
- Solar Wind Anisotropies (SWAN)[4] utilizza un telescopio sensibile alle diverse lunghezze d'onda dell'idrogeno per poterne misurare il flusso solare uscente con il vento solare. Viene utilizzato anche per mappare la eliosfera e per osservare le strutture a larga scala del vento solare.
- Charge, Element, Isotope Analysis (CELIAS) studia la composizione ionica del vento solare.
- Suprathermal & Energetic Particle Analyser (COSTEP) studia la composizione degli ioni e degli elettroni del vento solare.
- Energetic Particle Analyser (ERNE) studia la composizione degli ioni e degli elettroni del vento solare.

### Dettagli sugli strumenti principali
Lo strumento che ha prodotto i risultati, per così dire, più spettacolari è sicuramente l'Extreme ultraviolet Imaging Telescope (EIT). Esso è in grado di riprendere immagini dettagliate dell'intera superficie solare in luce ultravioletta; in questo modo, è facile individuare protuberanze e brillamenti, fenomeni altamente energetici che influenzano l'intera atmosfera solare. Lo strumento, però, è stato danneggiato nel febbraio del 1998, probabilmente da una micrometeorite, che ha creato un forellino da cui entra luce indesiderata. Proprio per questo, da allora EIT indossa permanentemente "occhiali da sole", per evitare danni al sensore.
Dopo EIT, in ordine di importanza, viene il Large Angle and Spectrometric COronagraph (LASCO), che è dedicato principalmente allo studio della corona del Sole e del vento solare. A questo strumento si devono alcune scoperte importanti, ma anche le spettacolari immagini di due comete che si schiantarono sul Sole nel 1997.
SOHO ha anche il merito di avere permesso lo sviluppo di una scienza completamente nuova, la eliosismologia. Come la sismologia terrestre, anche quella solare offre un metodo indiretto per ottenere informazioni sulle strutture e sulla dinamica interne della nostra stella. A questo studio è dedicato uno strumento, il Michelson Doppler Imager (MDI) che misura la velocità con cui ogni punto della superficie del Sole si avvicina o si allontana da noi. In questo modo, è possibile evidenziare le oscillazioni solari, ma anche le onde dovute a veri e propri eliomoti.

### Osservazioni a disposizione della comunità
Le osservazioni di molti strumenti sono disponibili come immagini attraverso internet per permettere al pubblico di visualizzarli o per motivi di ricerca. Altre informazioni come le misure degli spettri o le misure delle particelle nel vento solare non sono semplicemente rappresentabili come immagini. Le immagini rappresentano le varie lunghezze d'onda che vanno dalla luce visibile, all'estremo ultravioletto. Le immagini contenenti lunghezze d'onda non visibili vengono mostrate utilizzando falsi colori. A differenza di molti telescopi spaziali, SOHO non dispone di tempo di osservazione a disposizione di scienziati proponenti. Dato che il telescopio è indirizzato specificatamente al Sole non è necessario assegnare tempo per l'osservazione di altri corpi celesti.

## Comunicazioni
Durante le operazioni, la sonda trasmette un continuo flusso di dati a 200 kbit/s, contenente fotografie e misure, attraverso la rete di ricevitori a terra appartenenti al Deep Space Network della NASA.
I dati inviati da SOHO sono utilizzati per predire flare solari, in modo da proteggere i satelliti terrestri e le reti elettriche dall'intenso vento solare.

## Danni e problemi tecnici
SOHO fece prendere un notevole spavento agli scienziati nel 1997 quando, nel corso di una manovra di gestione del momento, che viene compiuta a intervalli regolari e fa parte della routine di manovra della sonda, per colpa di un errore nel software SOHO iniziò a girare su se stessa fuori controllo. Nel giro di alcuni giorni fu possibile almeno ristabilire il contatto con la sonda, che fu oggetto di uno sforzo senza precedenti per essere stabilizzata e recuperata. Fortunatamente, benché nell'evento molti degli strumenti siano stati esposti a un gelo per cui non erano stati progettati, i controllori della missione non hanno riscontrato danni particolari e hanno potuto riprendere tutte le osservazioni scientifiche. L'unico problema è il consumo di carburante necessario per il recupero essendo stato previsto un quantitativo di carburante per circa 20 anni.
Nel 2003 l'ESA ha comunicato il danneggiamento di uno dei motori deputati al puntamento dell'antenna ad alto guadagno della sonda. Questo danneggiamento poteva produrre una perdita di comunicazioni di 2/3 settimane ogni tre mesi. I tecnici ESA e del DSN utilizzando l'antenna a basso guadagno e le due più grandi stazioni riceventi a terra (di 34 e 70 metri) sono riusciti a mantenere comunicazioni continuative con la sonda con solo una leggera riduzione della larghezza di banda durante le settimane incriminate.

## Ricerca e risultati scientifici
Congiuntamente agli studi connessi agli scopi della missione sono state scoperte numerose comete raggiungendo l'11 febbraio 2025 le 5176 scoperte . La quasi totalità di esse è stata scoperta tramite gli strumenti L2 e L3 (LASCO), sedici tramite lo strumento SWAN. Circa l'85% sono comete radenti del gruppo di Kreutz, altre sono dei gruppi Meyer Marsden e Kracht, gruppi scoperti da SOHO, le restanti non sono collegate a nessun gruppo; le comete dell'ex gruppo Kracht II sono risultate essere un'unica cometa periodica osservata 3 volte (322P/SOHO).